# Shaun Alexander
Shaun Alexander (nacido el 30 de agosto de 1977 en Florence, Kentucky, EE. UU.) es un jugador de fútbol americano. Actualmente es agente libre.
Jugó en la Universidad de Alabama, donde cosechó numerosos éxitos estando a punto de ganar el Trofeo Heisman en su última temporada si no hubiera sido por una lesión que le impidió jugar varios partidos. Al ser senior, fue elegible para el draft del año 2000, donde fue escogido por los Seattle Seahawks en la 19.ª elección de la primera ronda. 
En la temporada 2005 estableció el récord de touchdowns totales (28), 27 de los cuales fueron de carrera, lo que le llevó a igualar el récord de la NFL que ostentaba Priest Holmes (Kansas City Chiefs). Sin embargo esta marca fue superada por LaDainian Tomlinson (San Diego Chargers) en la temporada 2006, que anotó un total de 31, 28 de ellos de carrera. Asimismo, Tomlinson ha lanzado dos pases de touchdown, lo que eleva la suma de anotaciones hasta las 33 en total.
Ese mismo año Shaun lideró a los Seahawks llevándoles al primer Super Bowl de su historia el cual perderían ante los Pittsburgh Steelers, gracias a una gran actuación en el Juego de Campeonato de la NFC contra los Carolina Panthers corriendo para 132 yardas y anotando 2 touchdowns. En el Super Bowl corrió para 95 yardas, siendo el líder de la noche en ese apartado, antes de lesionarse el tobillo, por lo que tuvo que abandonar el partido antes de tiempo y no pudo asistir al Pro Bowl la semana siguiente en Hawaii.
Tras su exitoso año, EA Sports decidió poner su imagen en la portada del juego Madden NFL 07, que salió a la venta el 22 de agosto de 2006.
Ya en el año 2006, después de firmar el contrato más alto para un running back, se lesionó en la jornada 3, reapareciendo en la jornada 10, lo que ha evitado que Shaun pudiera batir su récord de touchdowns. Al final de la temporada y tras 10 partidos jugados ha conseguido 896 yardas de carrera para 7 touchdowns, siendo además la primera temporada desde 2000, en la que fue rookie, en no llegar a las 1000 yardas o anotar más de 14 touchdowns. Además hasta este año nunca se había perdido un partido de liga regular en sus 7 años de carrera. Este año los Seahawks se han quedado a las puertas del Juego de campeonato de la NFC, tras perder en Chicago ante los Bears 24-21 en la prórroga, partido en el que Alexander tiró del carro de su equipo realizando un gran partido corriendo para 108 yardas y 2 touchdowns.
Tras una mala temporada en el 2007, fue dado de baja para la temporada 2008. Visitó a varios equipos incluyendo a los Cincinnati Bengals, los New Orleans Saints y los Detroit Lions.
 No logró consiguió ningún contrato, pero Alexander declaró que no tenía aún planes de retirarse.[cita requerida]
Después de una visita a los Washington Redskins el 4 de octubre de 2008, firmó con Washington después de que el running back de reserva Ladell Betts tuvo una lesión de rodilla. El 25 de noviembre de 2008 fue despedido de Washington después de cuatro partidos.